# Al Jarreau
Alwin Lopez Jarreau, connu sous le nom de scène d'Al Jarreau, est un auteur-compositeur-interprète américain, né le 12 mars 1940 à Milwaukee et mort le 12 février 2017 à Los Angeles.
Au cours de sa carrière, entre les années 1970 et 2000, Al Jarreau a remporté sept Grammy Awards. Il est le seul chanteur à avoir remporté ces distinctions dans trois catégories différentes : jazz, R&B et pop.

## Biographie

### Jeunesse et débuts dans la musique
Alwin Jarreau naît le 12 mars 1940 à Milwaukee dans l'État du Wisconsin. Dès son plus jeune âge, il est au contact de la musique chrétienne et gospel grâce à son père Emile, un pasteur adventiste, et à sa mère Pearl, une pianiste d'église,. Les six enfants de la famille Jarreau participent aux chorales religieuses, notamment pour des œuvres de charité et pour des associations de parents d'élèves,. Le jeune Alwin fait ses études secondaires à la Lincoln High School de Milwaukee avant d'intégrer le Ripon College en 1958, une école privée située dans le comté de Fond du Lac,. Pendant son temps libre, il chante avec un groupe de vocalistes appelé The Indigos,. Il exerce également des responsabilités dans l'association étudiante Badger Boys State et joue dans le club de basket-ball de son établissement. En 1962, il sort de l'école de Ripon avec un Bachelor of Arts de psychologie,. Al Jarreau s'installe ensuite dans l'Iowa. Il se produit dans des clubs de jazz à Cedar Rapids et accompagne notamment le saxophoniste J. R. Monterose sur scène en 1963,. L'année suivante, il obtient un master en « psychologie de l'accompagnement professionnel » à l'Université de l'Iowa afin de travailler dans le domaine de l'insertion sociale et professionnelle,. Il déménage alors à San Francisco pour commencer son métier de conseiller social,. Au milieu des années 1960, il y fait la connaissance du claviériste George Duke et rejoint son trio de jazz,. Non loin de là, à Sausalito, il se produit également en duo avec le guitariste Julio Martinez dans des boîtes de nuit,. Ces collaborations musicales amènent progressivement Al Jarreau à privilégier sa vocation de chanteur à celle de psychologue.
En 1968, il quitte son travail pour se consacrer entièrement à la musique,. Son expérience de conseiller social lui a cependant beaucoup apporté humainement : « En exerçant ce métier, j'ai appris à comprendre la souffrance et les moments difficiles chez les autres. […] Ça m'a changé ! J'espère que ça se retrouve dans ma musique, et dans ma façon d'être en scène », déclare-t-il dans un entretien en 2015. À cette même époque, il divorce de sa première femme Phyllis Hall, qu'il avait rencontrée à l'Université de l'Iowa en 1964,. Al Jarreau déménage à Los Angeles, où il continue à se produire dans des boîtes de nuit comme le Dino's, le Troubadour ou le Bitter End West,. Il voyage également à New York, où il apparaît dans les émissions télévisées de Johnny Carson et David Frost,. Le chanteur monte aussi sur la scène du comedy club The Improv avec Julio Martinez pour chauffer la salle avant la prestation des humoristes,.
Au printemps 1971, Al Jarreau retourne à Los Angeles,. Lors d'une performance au Bla Bla Cafe, dans le quartier de Studio City, il rencontre Susan Player, une actrice et mannequin,. Ils se marient en 1977 et auront plus tard un enfant nommé Ryan. Toujours au début des années 1970, le chanteur fonde un groupe nommé Jarreau, dont fait notamment partie le jeune pianiste Richard Dworsky,. Ils écrivent ensemble des morceaux de jazz fusion et enregistrent plusieurs maquettes. Alors qu'il se produit dans une boîte de nuit avec sa nouvelle formation, Al Jarreau est remarqué par des responsables de Warner Bros. Records,. En 1975, il signe sur le label Reprise et sort un album qu'il a entièrement écrit et composé : We Got By,. Produite par Al Schmitt, cette œuvre marque le commencement de la carrière professionnelle du chanteur,.

### Années 1970: premiers albums
We Got By bénéficie d'une très bonne critique et d'un succès public, le titre éponyme et You Don't See Me constituant les moments forts de cet album, dont les arrangements ont été signés par Dave Grusin. En 1976, suit l'album Glow, coproduit par le tandem Al Schmitt et Tommy LiPuma (Michael Franks), où l'on retrouve notamment trois membres de The Crusaders (le guitariste Larry Carlton, Joe Sample et Wilton Felder) ou encore le percussionniste Ralph MacDonald. On peut y entendre des interprétations très personnelles de Your Song (Elton John) ou encore de Agua De Beber (Vinícius de Moraes et Antônio Carlos Jobim). En 1977, paraît un album live, Look To The Rainbow, pour lequel il obtient le premier des sept Grammy Awards qu'il recevra au cours de sa carrière. En 1978, All Fly Home marquera sa dernière collaboration avec Al Schmitt comme producteur, avec toujours des musiciens reconnus tels que Larry Williams du groupe Seawind, le guitariste Lee Ritenour ou encore le percussionniste Paulinho Da Costa.

### Années 1980
En 1980, paraît l'album This Time, produit par Jay Graydon (Airplay), un guitariste renommé des studios de Los Angeles. Le succès est immédiat ; l'album est salué par la critique et conquiert un large public, avec des titres comme Gimme What You Got ou Never Givin' Up sortant en singles. 1981 constituera le sommet commercial de la carrière de Al Jarreau avec l'album Breakin' Away, toujours produit par Graydon. Les titres tels que Breakin' Away, We're In This Love Together et Roof Garden obtiennent un grand succès. Breakin' Away se hissera à la première place du Billboard dans deux catégories : Black Albums et Jazz Albums et atteindra la neuvième place dans la catégorie Pop Albums. Des musiciens célèbres ont participé à ce disque, par exemple Bill Champlin (Chicago), Steve Lukather et Jeff Porcaro (Toto), Steve Gadd, Richard Page et Steve George (Pages, Mr. Mister), David Foster, Michael Omartian (Christopher Cross), la section de cuivres de Seawind (Jerry Hey, Larry Williams), ou encore le saxophoniste de jazz Tom Scott. Breakin' Away sera nommé aux Grammy Awards dans la catégorie Meilleur Album de l'année. 
Le travail d'Al Jarreau est à ce moment influencé par une forme de spiritualité issue de l'Église de Scientologie, qu'il fréquente jusqu'aux années 1990,.
En 1981 il se produit également au célèbre festival de Montreux en Suisse sur les bords du Lac Léman. Trois titres en duo avec Randy Crawford seront immortalisés sur l'album Casino Lights: Recorded Live at Montreux, Switzerland, il s'agit de Who's Right Who's Wrong (Kenny Loggins/Richard Page), Sure Enough (Tom Snow/Cynthia Weil) et Your Precious Love (Nickolas Ashford/Valerie Simpson).
En 1982, Al Jarreau participe à la bande originale du film Les Croque-morts en folie, un des premiers films du réalisateur Ron Howard (le Richie de la série Happy Days) en interprétant le titre Girls Know How écrit par Burt Bacharach, Carole Bayer Sager et David Foster et toujours produit par Jay Graydon mais cette fois en compagnie de David Foster. Burt Bacharach et Carole Bayer Sager écrivent la majorité des musiques de ce film. 
En 1983, paraît l'album Jarreau, sous la houlette Jay Graydon qui choisit pratiquement les mêmes musiciens que sur Breakin' Away. Les singles Mornin', Boogie Down et Trouble In Paradise accompagneront cet album. Parmi les musiciens ne figurant pas sur Breakin' Away, on note la présence de Steve Porcaro (Toto), frère du batteur Jeff Porcaro.
Les années 1983-84 marquent un profond changement dans l'industrie musicale, aussi bien dans la politique des maisons de disques que dans les productions proposées. L'année 84 verra l'avènement du tout synthétique et Al Jarreau n'échappera pas à cette mode avec l'album High Crime, toujours produit par Jay Graydon, qui connaîtra moins de succès que ses prédécesseurs.

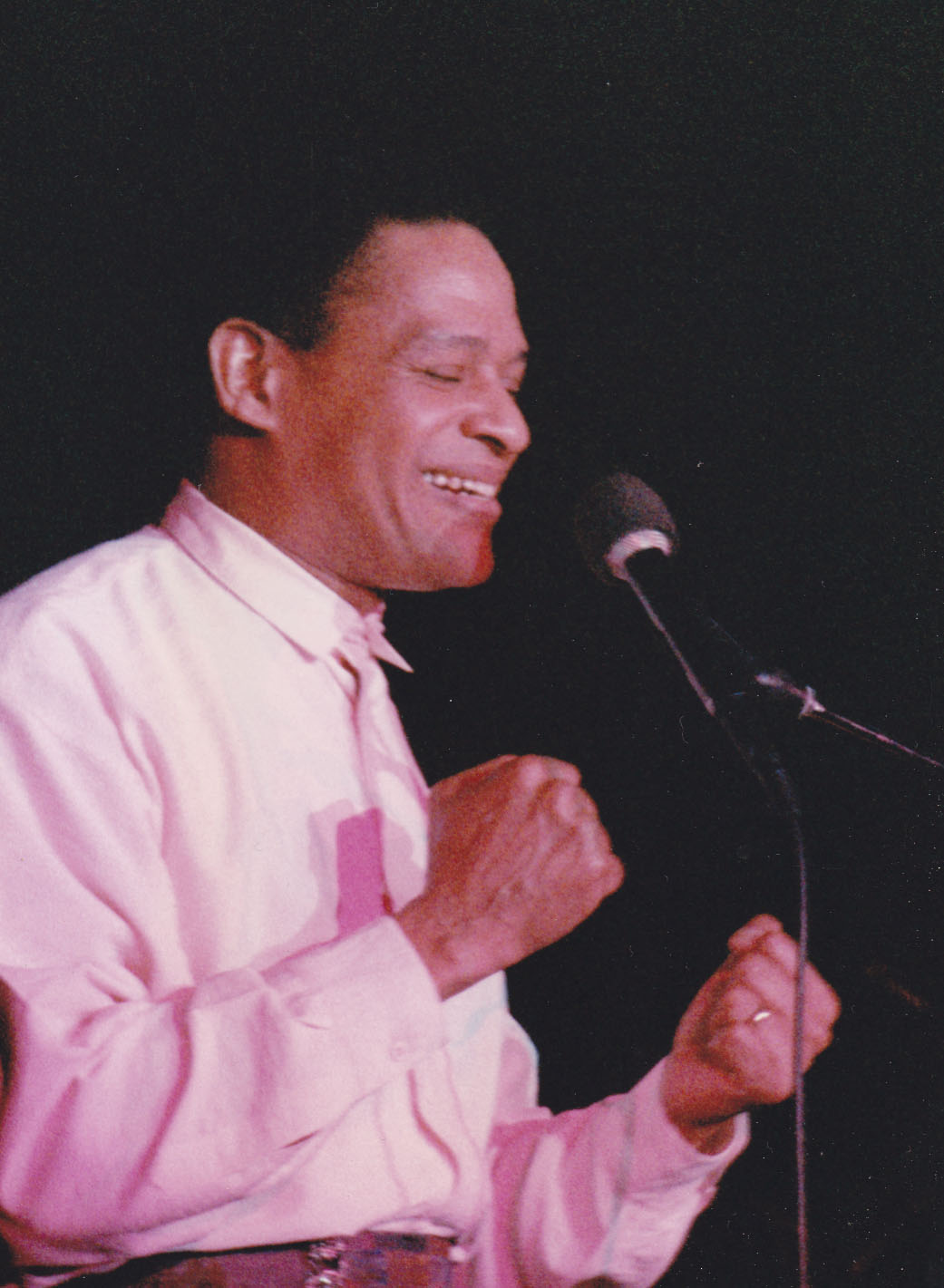
Al Jarreau en 1986 au Montreux Jazz Festival.

1984 est aussi l'année les retrouvailles entre Jarreau et le producteur Tommy LiPuma pour l'album Live In London enregistré au stade de Wembley. La version audio totalise huit pistes, moins que la cassette vidéo sortie à la même époque. Lors de ce concert, Al Jarreau est entouré d'une « dream team » constituée de Robbie Buchanan aux claviers, Nathan East à la basse, Ricky Lawson à la batterie, Charles "Icarus" Johnson à la guitare, Richard Page et Steve George dans les chœurs, Larry Williams aux synthétiseurs et Jerry Hey et Michael Paulo respectivement trompette et saxophone.
En 1985, Al Jarreau participe avec le groupe anglais de jazz/funk/pop Shakatak au single Day By Day. L'année 1985 sera également celle du concert USA for Africa, pour la chanson We Are The World, projet initié par Michael Jackson, Lionel Richie et Quincy Jones, qui réussiront à rassembler une très grande partie des stars américaines de la chanson du moment, dont Al Jarreau.
En 1986, Al Jarreau prend la direction de New York pour enregistrer un nouvel album, L Is For Lover, aux connotations funky-pop. Il décide de faire confiance au producteur Nile Rodgers. Parmi les musiciens, on peut remarquer Hiram Bullock, le batteur Steve Ferrone (Average White Band) et le français Philippe Saisse (Claude Nougaro, Chaka Khan, etc.).
1988 marque le retour de Al Jarreau avec un nouvel album, Heart's Horizon, et une nouvelle et dernière collaboration avec Jay Graydon. D'autres producteurs sont également présents : George Duke, Dennis Matkosky et le Français Philippe Saisse. De nombreux musiciens des studios de L.A. sont de la partie : Stanley Clarke, Bill Champlin (Chicago), Bobby McFerrin, Paul Jackson, Jr., Bobby Kimball (Toto), Jerry Hey, Russell Ferrante (Yellowjackets), pour n'en citer que quelques-uns.

### Années 1990
Il se passera ensuite quatre ans avant que Jarreau ne sorte de nouvel album. 1992 voit la sortie de Heaven And Earth, produit par Narada Michael Walden. Ce ne sera pas un album majeur dans la carrière de Jarreau, malgré quelques titres intéressants.
En 1994, sur l'album Tenderness, Al Jarreau change radicalement ses choix de production en sortant un disque enregistré live en studio. Jarreau revient à un chant très jazz sur cet album, qui ne comporte que des reprises : We Got By, You Don't See Me, une interprétation de She's Leaving Home des Beatles, Mas Que Nada de Jorge Ben, Try A Little Tenderness (popularisée par Otis Redding) ou encore Go Away Little Girl de la paire Gerry Goffin/Carole King. L'album est le fruit d'une collaboration avec Paulinho Da Costa, Steve Gadd, Joe Sample, Marcus Miller (producteur), Eric Gale ou encore David Sanborn.
Le reste des années 1990 ne verra la sortie que d'une compilation, Best Of Al Jarreau, avec deux titres inédits : Compared To What et Goodhands Tonight.

### Années 2000 et 2010
Al Jarreau commence la décennie 2000 avec la sortie d'un nouveau disque sur le label GRP Records. Tomorrow Today est un opus de très bonne facture, sous la houlette du producteur à la mode dans le milieu du smooth jazz, Paul Brown. L'album comporte notamment le très latino Tomorrow Today ou encore Just To Be Loved (Bill Champlin / Greg Mathieson). À noter aussi la présence de Vanessa Williams pour un duo sur God's Gift To The World.
L'album All I Got de 2002 (GRP Records) est le fruit du même groupe de musiciens, avec les présences de Paul Brown et de Rex Rideout comme producteurs. L'album comporte un duo avec Joe Cocker, Lost And Found. Parmi les participants, on note également Siedah Garrett, Jeff Lorber, Freddie Ravel, Kirk Whalum et Tony Maiden.
Avec Accentuate The Positive (2004), sur le prestigieux label Verve, Al Jarreau fait un retour au jazz avec l'aide de Tommy LiPuma, producteur de Diana Krall, Michael Franks et George Benson, entre autres. Al Jarreau interprète des classiques du Great American Songbook, mais aussi des compositions originales. Une production très minimaliste permet à la voix de Jarreau de montrer que, malgré le poids des années, il est toujours là. Peter Erskine à la batterie, Luis Conte aux percussions, Larry Goldings à l'orgue Hammond et Christian McBride à la basse donnent le La.

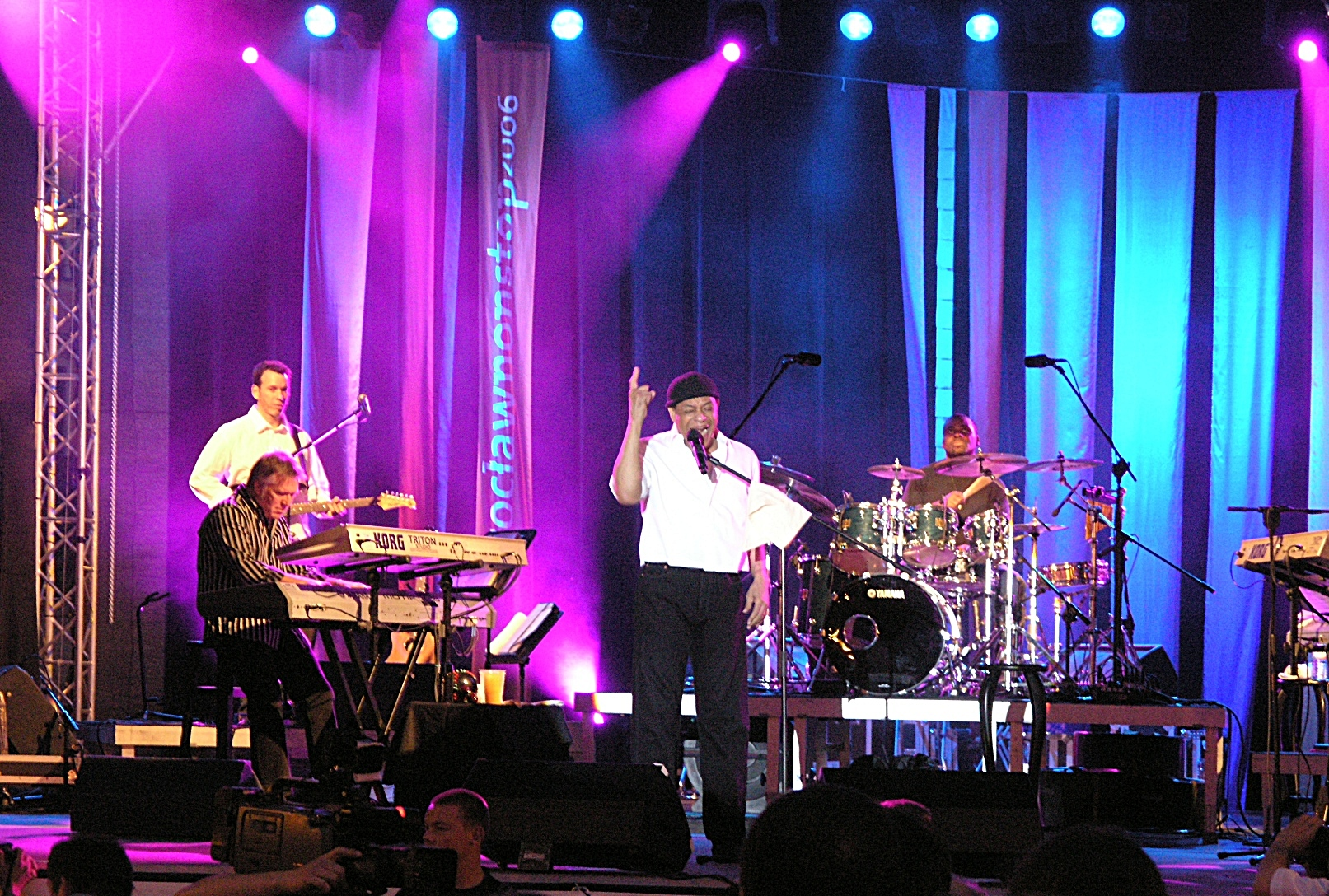
Al Jarreau sur scène à Wrocław, Pologne, le 25 juin 2006.

En 2006, Al Jarreau et George Benson font pour la première fois équipe ensemble pour un album en commun, Givin' It Up. L'album est une réussite, avec une pléiade de stars invitées sur le CD : Paul McCartney, Herbie Hancock, Jill Scott, Chris Botti, Stanley Clarke, Marcus Miller pour ne citer que ceux-là. Al Jarreau pose des paroles sur le Breezin' de Bobby Womack, popularisé par George Benson en 1976, ainsi que sur Tutu de Miles Davis, la reprise du classique de Seals And Crofts Summer Breeze.
La tradition veut qu'aux États-Unis, chaque artiste sorte au moins un album de Noël durant sa carrière. En 2008, Al Jarreau se plie à cette tradition avec son album Christmas, où l'on note la présence du groupe vocal Take 6, mais aussi de plusieurs stars des studios californiens : le trompettiste et arrangeur Jerry Hey, le guitariste Michael Thompson, le percussionniste Lenny Castro, ainsi que son directeur musical Larry Williams.
En 2009 sort une nouvelle compilation chez Rhino Records, comportant un titre inédit enregistré avec la paire Ahmir "Questlove" Thompson/James Poyser. En 2009 également, il fait un duo avec la chanteuse Pauline Wilson, sur l'album de reformation du groupe Seawind.
À l'été 2010, Al Jarreau entame une tournée européenne, avec notamment des concerts à Nice (Nice Jazz Festival) et à Marseille (Festival Jazz des Cinq Continents). Il est hospitalisé d'urgence le 22 juillet pour des problèmes respiratoires, juste avant un concert à Barcelonnette,.
À l'automne 2010, on peut entendre Al Jarreau sur le nouvel album du guitariste producteur de Smooth Jazz, Paul Brown, Love You Found Me. Il est aussi présent sur deux titres du dernier album de Deodato, Crossing. En 2011, il joue à « Jazz à Vienne » puis, le 22 juillet 2011 (un an exactement après son malaise), il revient au Festival des « Enfants du Jazz » de Barcelonnette, souhaitant honorer son engagement et rencontrer son public. Un nouvel album est en préparation pour l'année 2012 sous la houlette du producteur et musicien George Duke, ainsi que de son directeur musical Larry Williams.
La mort en 2013 de George Duke change le programme d'Al Jarreau qui sortira finalement en 2014 son dernier disque consacré à son ami décédé : My Old Friend: Celebrating George Duke.
Le 8 février 2017, il annonce sa retraite après avoir interrompu sa tournée pour cause d'« épuisement ». Il meurt le 12 février 2017 d'une insuffisance respiratoire à l'âge de 76 ans dans un hôpital de Los Angeles où il était hospitalisé depuis deux semaines.

## Discographie

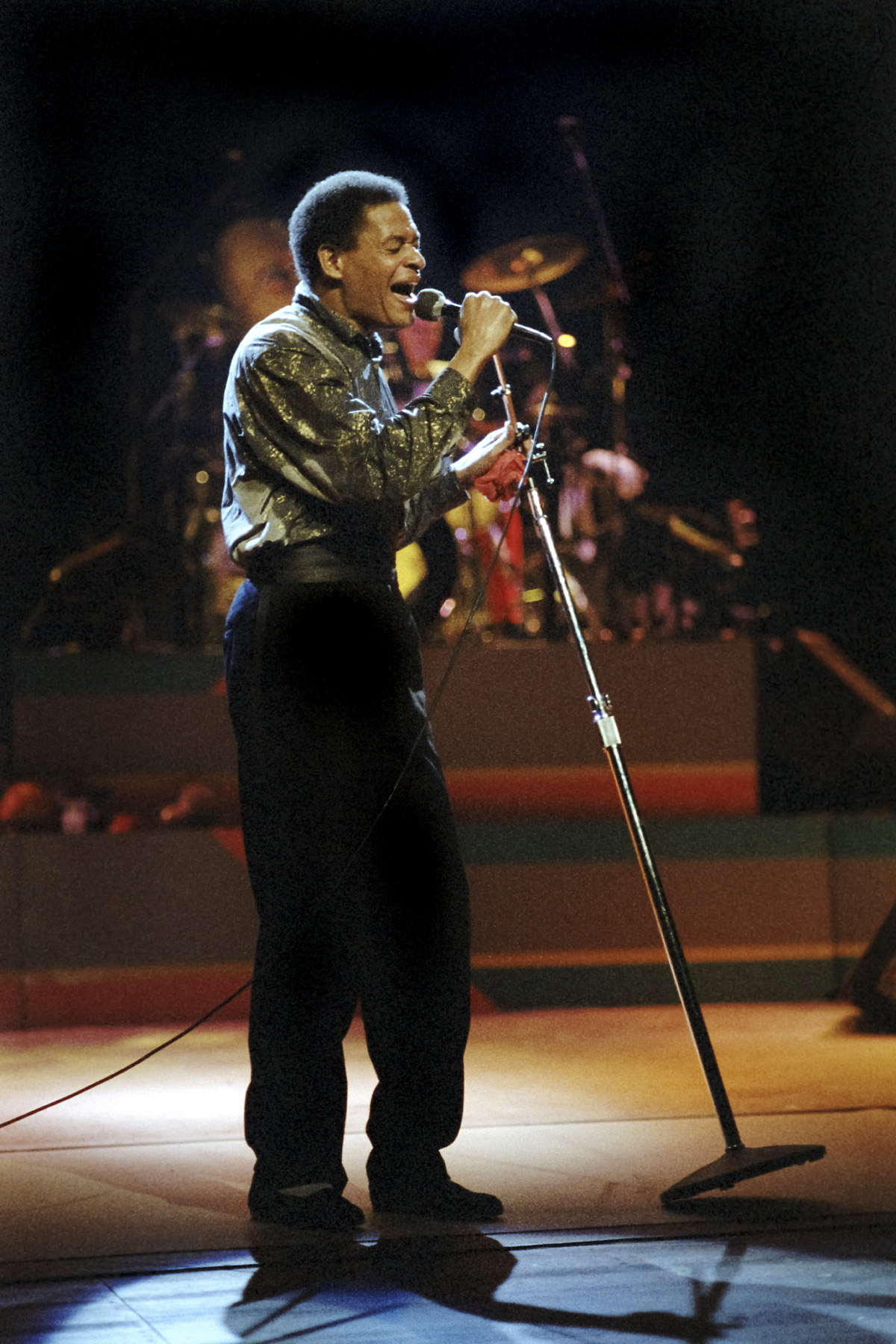
Al Jarreau à Berlin en 1986.

### Albums
(avec classement U.S. dans les différentes catégories Billboard et classement anglais)
- 1965 : 1965 (Bainbridge)
- 1975 : We Got By (Reprise)
- 1976 : Glow (Reprise) - US 132, R&B 30, Jazz 9
- 1977 : Look to the Rainbow (Warner Bros.) - US 49, R&B 19, Jazz 5
- 1978 : All Fly Home (Warner Bros.) - US 78, R&B 27, Jazz 2
- 1980 : This Time (Warner Bros.) - US 27, R&B 6, Jazz 1
- 1981 : Breakin' Away (Warner Bros. Records) - US 9, R&B 1, Jazz 1, UK 60
- 1983 : Jarreau (Warner Bros. Records) - US 13, R&B 4, Jazz 1, UK 39
- 1984 : High Crime (Warner Bros.) - US 49, R&B 12, Jazz 2, UK 81
- 1984 : In London (Warner Bros.) - US 125, R&B 55, Jazz 10
- 1986 : L Is For Lover (Warner Bros) - US 81, R&B 30, Jazz 9, UK 45
- 1988 : Heart's Horizon (Warner Bros.) - US 75, R&B 10, Jazz 1
- 1992 : Heaven and Earth (Warner Bros.) - US 105, R&B 30, Jazz 2
- 1994 : Tenderness (Warner Bros.) US 114, R&B 25, Jazz 2
- 1996 : Best of Al Jarreau (Warner Bros.) (avec deux titres inédits) - Jazz 8
- 2000 : Tomorrow Today (GRP) - US 137, R&B 43, Jazz 1
- 2002 : All I Got (GRP) - US 137, R&B 43, Jazz 3
- 2004 : Accentuate the Positive (Verve) - Jazz 2
- 2006 : Givin' It Up avec George Benson (Concord) - US 58, R&B 14, Jazz 1
- 2008 : Christmas (Rhino)
- 2014 : My Old Friend: Celebrating George Duke (Concord)

### Singles
(avec les classements U.S. dans les différents catégories Billboard)
- 1976 : Rainbow In Your Eyes - R&B 92
- 1977 : Take Five - R&B 91
- 1978 : Thinkin' About It Too - R&B 55
- 1980 : Distracted - R&B 61
- 1980 : Gimme What You Got - R&B 63
- 1980 : Never Givin' Up - R&B 26
- 1981 : We're In This Love Together - US 15, R&B 6
- 1982 : Breakin' Away - US 43, R&B 25
- 1982 : Teach Me Tonight - US 70, R&B 51
- 1982 : Your Precious Love - R&B 16
- 1983 : Boogie Down - US 77, R&B 9
- 1983 : Mornin' - US 21, R&B 6
- 1983 : Trouble In Paradise - US 63, R&B 66
- 1984 : After All - US 69, R&B 26
- 1985 : Raging Waters - R&B 42
- 1986 : L Is For Lover - R&B 42
- 1986 : Tell Me What I Gotta Do - R&B 37
- 1987 : Moonlighting (de la série télévisée Clair de lune avec Bruce Willis - US 23, R&B 32
- 1988 : So Good R&B 2
- 1989 : All of My Love - R&B 69
- 1989 : All or Nothing At All - R&B 59
- 1992 : Blue Angel - R&B 74
- 1992 : It's Not Hard to Love You - R&B 36

### Sessions
- Hot News Blues sur l'album Secret Agent de Chick Corea en 1978, Polydor.
- Carry On sur l'album Carry On de Flora Purim en 1979, Warner Bros.
- Midnight Angel sur l'album Pages de Richard Page et Steve George en 1981, Capitol.
- Girls Know How sur la Bande Originale du film Les Croque-morts en folie en 1982.
- Who's Right Who's Wrong, Sure Enough et Your Precious Love, en compagnie de Randy Crawford sur l'album Casino Lights-Recorded Live At Montreux, Switzerland, Artistes Variés, en 1982, Warner Bros.
- Tequila sur l'album Friends de Larry Carlton en 1983, Warner Bros.
- Edgartown Groove sur l'album Send Me Your Love de Kashif en 1984, Arista.
- We Are The World sur l'album USA for Africa, Artistes Variés en 1985, Polygram.
- Day By Day sur l'album City Rhythm de Shakatak en 1985, Polydor.
- You Send Me" sur l'album Give It What U Got de Hiram Bullock en 1986, Atlantic Records.
- Since I Fell For You sur l'album Double Vision de Bob James & David Sanborn en 1986, Waner Bros.
- Somehow Our Love Survives sur l'album Spellbound de Joe Sample en 1989, Warner Bros.
- Wee B. Dooin It sur l'album Back On The Block de Quincy Jones en 1989, Qwest Records.
- Tango sur l'album One Passion de Michael Paulo en 1989, MCA.
- Why Do The Nations So Furiously Rage? et Hallelujah! sur l'album Handel's Messiah A Soulful Celebration, Artistes Variés, en 1994, Warner Alliance.
- Girl From Ipanema et Waters Of March en compagnie de Oleta Adams sur l'album A Twist Of Jobim de Lee Ritenour en 1997, GRP.
- I Still Dream sur l'album Sweet Thing de Boney James en 1997, Warner Bros.
- Love Will Bring Us Back Around sur l'album First Things 1st de Ricky Lawson en 1999, Platinum Records.
- Happiness sur l'album Here's To You, Charlie Brown: 50 Great Years! de David Benoit en 2000, GRP Records.
- Make Me Feel So Good sur l'album White Sand de Paul Brown en 2007, Peak Records.
- Seven Steps To Heaven sur l'album The Standard de Take 6 en 2008, Heads Up.
- He Loves You sur l'album Reunion de Seawind en 2009, Village Records Japan
- Shine Shoes sur l'album Love You Found Me de Paul Brown en 2010, Shanachie Records.
- Double Face et I Want You More sur l'album True Crossing de Deodato en 2010, Soul Trade / Nicolisi Productions.

## Distinctions et nominations

### Vainqueur des Grammy Awards
- 1978 — Meilleure prestation vocale dans la catégorie Jazz, Look To The Rainbow
- 1979 — Meilleure prestation vocale dans la catégorie Jazz, All Fly Home
- 1981 — Meilleur album pour enfants, In Harmony A Sesame Street Record, avec d'autres artistes
- 1982 — Meilleure prestation vocale dans la catégorie Pop, Breakin' Away — Meilleure prestation vocale dans la catégorie Jazz, (Round, Round, Round) Blue Rondo A La Turk
- 1993 — Meilleure prestation vocale dans la catégorie R&B, Heaven and Earth
- 2007 — Meilleure prestation vocale dans la catégorie R&B, God Bless The Child, avec George Benson et Jill Scott

### Nominations aux Grammys
- 1981 — Meilleure prestation vocale dans la catégorie R&B, Never Givin' Up
- 1982 — Album de l'année, Breakin' Away
- 1985 — Meilleur arrangement instrumental, Step by Step, avec Tom Canning, Jay Graydon et Jerry Hey
- 1985 — Meilleure prestation vocale R&B par un duo, Edgartown Groove, ensemble avec Kashif
- 1986 — Meilleure prestation vocale R&B catégorie Homme, High Crime
- 1987 — Meilleure prestation vocale R&B catégorie Homme, Since I Fell For You
- 1988 — Meilleure prestation vocale R&B catégorie Homme, Clair de lune (Theme) — Meilleure chanson pour un générique de télévision ou autre média visuel, ensemble avec Lee Holdridge
- 1990 — Meilleure prestation vocale R&B catégorie Homme, Heart's Horizon
- 1995 — Meilleure prestation vocale R&B catégorie Homme, Wait For The Magic
- 2005 — Best Jazz Vocal Album, Accentuate The Positive
- 2007 — Meilleure prestation R&B par un duo ou un groupe, Breezin, duo avec George Benson

### Documentaire
- Al Jarreau : l'enchanteur de Thierry  Guedj, 2015 (première diffusion le 1er janvier 2016 sur France Ô), 57 minutes.